# Сватково (Кировская область)
 Сватково — деревня в Кировской области. Входит в состав муниципального образования «Город Киров»

## География
Расположена на расстоянии примерно 5 км по прямой на юг-юго-запад от железнодорожного вокзала станции Киров.

## История
Известна с 1671 года, как деревня, что был починок на Сваткове с 3 дворами, в 1764 50 жителей, в 1802 7 дворов. В 1873 году здесь (Починок на Сваткове или Сватково) дворов 7 и жителей 65, в 1905 (Сватковской) 18 и 105, в 1926 (Сватково) 25 и 127, в 1950 15 и 78, в 1989 13 жителей. Административно подчиняется Ленинскому району города Киров.

## Население
Постоянное население составляло 7 человек (русские 100%) в 2002 году, 29 в 2010.